# 広島市立安西小学校
広島市立安西小学校（ひろしましりつ やすにししょうがっこう）は、広島県広島市安佐南区高取南二丁目にある公立小学校。

## 歴史
- 昭和51年 - 開校

## 学区
平和台、南高取、豊松園、東亜ハイツ、長楽寺、ふじが丘、伴安地区等、
広島市安佐南区高取南周辺

## 備考
- 当校には、大きな中庭がある

## 周辺施設
- 広島市立安西中学校
- 広島県立安西高等学校
- 広島市交通科学館